# Onthophagus antilocapra
Onthophagus antilocapra là một loài bọ cánh cứng trong họ Bọ hung (Scarabaeidae).